# 赣派建筑
赣派建筑，也称为赣派民居、江右民居。是汉族江右民系的传统建筑。是一种造型风格主要体现在民居、祠庙、牌坊和园林等建筑实物中的流派建筑。为中国古建筑最重要的流派之一，以乐安流坑、安义罗田等江西古村落为代表。布局简洁，朴实素雅，是具有浓厚的地方特色。

## 特点
赣派建筑以砖、木、石为原料，以木构架为主。梁架多用料硕大，且注重装饰。其横梁中部略微起，故民间俗称为“冬瓜梁”，两端雕出扁圆形(明代)或圆形(清代)花纹，中段常雕有多种图案，通体显得恢宏、华丽、壮美。立柱用料也颇粗大，上部稍细。明代立柱通常为梭形。梁托、爪柱、叉手、霸拳、雀替(明代为丁头拱)、斜撑等大多雕刻花纹、线脚。梁架构件的巧妙组合和装修使工艺技术与艺术手法相交融，达到了珠联璧合的妙境。梁架一般不施彩漆而髹以桐油，显得格外古朴典雅。墙角、天井、栏杆、照壁、漏窗等用青石、红砂石或花岗岩裁割成石条、石板筑就，且往往利用石料本身的自然纹理组合成图纹。墙体基本使用小青砖砌至马头墙。